# Pro Patria et Libertate Sezione Calcio 1966-1967
Questa voce raccoglie le informazioni riguardanti la Pro Patria et Libertate Sezione Calcio nelle competizioni ufficiali della stagione 1966-1967.

## Stagione
Nella stagione 1966-67 la Pro Patria ha disputato il girone A del campionato di Serie C, arrivando decima con 32 punti. Il torneo è stato vinto dal Monza e dal Como con 50 punti, sale il Monza dopo spareggio (1-0). Retrocedono in Serie D la Triestina, la Mestrina e la Cremonese.
La retrocessa in Serie C squadra bustocca conferma sulla panchina Angelo Turconi, il mister imposta una squadra di giovani del vivaio o dei dintorni, con trame di gioco piacevoli, e nonostante la forzata cessione a novembre del terzino Alberto Vivian passato al Foggia, la squadra ridesta l'entusiasmo dei tifosi e raggiunge un tranquillo decimo posto finale. Vengono ceduti al Rapallo il centrocampista Giuseppe Recagno, ed allo Spezia l'attaccante Alberto Duvina. Mentre dal mercato sono arrivati via Parma il centrocampista Mario Ferraguti, dalla Melegnanese il terzino Mario Manera, dal Poggibonsi il portiere Romano Cazzaniga. L'inizio del torneo è negativo, dopo la sconfitta di Biella a metà novembre, quinta su otto partite giocate, viene chiamato sulla panchina dei tigrotti Carlo Regalia che pian piano rivitalizza la squadra biancoblù. Due tigrotti si mettono in evidenza realizzando dodici reti Piergiorgio Sartore e undici reti Carlo Ceccotti.

## Rosa
| N. |                   | Ruolo | Calciatore              |
| -- | ----------------- | ----- | ----------------------- |
|    | Italia (bandiera) | C     | Ennio Asti              |
|    | Italia (bandiera) | A     | Camillo Baffi           |
|    | Italia (bandiera) | P     | Luigi Bertossi          |
|    | Italia (bandiera) | D     | Giampiero Biada         |
|    | Italia (bandiera) | C     | Gianfrancesco Blondelli |
|    | Italia (bandiera) | C     | Adriano Casero          |
|    | Italia (bandiera) | P     | Romano Cazzaniga        |
|    | Italia (bandiera) | A     | Carlo Ceccotti          |
|    | Italia (bandiera) | D     | Pasquale Croci          |
|    | Italia (bandiera) | C     | Mario Ferraguti         |
|    | Italia (bandiera) | A     | Giorgio Guarnieri       |
|    | Italia (bandiera) | C     | Ferrante Isacchi        |

| N. |                      | Ruolo | Calciatore           |
| -- | -------------------- | ----- | -------------------- |
|    | Italia (bandiera)    | C     | Pasquale Lombardi    |
|    | Italia (bandiera)    | C     | Oscar Lorenzi        |
|    | Italia (bandiera)    | D     | Mario Manera         |
|    | Argentina (bandiera) | A     | Luigi Moroni         |
|    | Italia (bandiera)    | A     | Angelo Oliva         |
|    | Italia (bandiera)    | C     | Gian Luigi Rimoldi   |
|    | Italia (bandiera)    | C     | Angelo Sala          |
|    | Italia (bandiera)    | C     | Piergiorgio Sartore  |
|    | Italia (bandiera)    | D     | Giuseppe Taglioretti |
|    | Italia (bandiera)    | P     | Giuseppe Tapella     |
|    | Italia (bandiera)    | C     | Pietro Tumiati       |
|    | Italia (bandiera)    | C     | Alberto Vivian       |

## Serie C girone A

### Girone di andata
| Arbitro: | Rostagno (Torino) |

|            |           |                                         |
| Vivian 55’ | Marcatori | 63’ Recagno 65’ Perego 76’ (rig.) Rossi |

| Arbitro: | Cantelli (Firenze) |

|                       |           |  |
| Mola 50’ Melonari 89’ | Marcatori |  |

| Arbitro: | Fuschi (Pescara) |

|  |           |               |
|  | Marcatori | 69’ Vivarelli |

| Arbitro: | Boscolo (Venezia) |

|                          |           |                    |
| Tomy 34’ Cappellazzo 72’ | Marcatori | 79’ (rig.) Sartore |

| Arbitro: | Levrero (Genova) |

|                               |           |  |
| Ceccotti 30’ D'Eri 85’ (aut.) | Marcatori |  |

| Arbitro: | Trono (Torino) |

|  |           |              |
|  | Marcatori | 90’ Ceccotti |

| Busto Arsizio 6 novembre 1966 7ª giornata | Pro Patria         | 0 – 0 | Mestrina | Stadio Comunale\| Arbitro: \| Cardelli (Carrara) \| |
| Arbitro:                                  | Cardelli (Carrara) |       |          |                                                     |

| Arbitro: | Ferrari (Rovereto) |

|                               |           |                         |
| Invernizzi 25’ Garri 80’, 82’ | Marcatori | 11’ Baffi 56’ Guarnieri |

| Arbitro: | Magnani (Firenze) |

|             |           |  |
| Ceccotti 6’ | Marcatori |  |

| Arbitro: | Tabanelli (Ravenna) |

|                               |           |  |
| Cavicchioli 6’ Uzzecchini 36’ | Marcatori |  |

| Busto Arsizio 4 dicembre 1966 11ª giornata | Pro Patria    | 0 – 0 | Trevigliese | Stadio Comunale\| Arbitro: \| Bova (Genova) \| |
| Arbitro:                                   | Bova (Genova) |       |             |                                                |

| Arbitro: | Del Prato (Nogara) |

|                         |           |              |
| Mognon 39’ Barzaghi 76’ | Marcatori | 32’ Ceccotti |

| Arbitro: | Marchetti (Vicenza) |

|           |           |  |
| Mutti 67’ | Marcatori |  |

| Arbitro: | Treggiari (Roma) |

|                               |           |                  |
| Ceccotti 54’, 80’ Sartore 70’ | Marcatori | 17’, 32’ Campana |

| Arbitro: | Porcelli (Lodi) |

|                                 |           |                             |
| Ottani 48’ (rig.) Gibellini 57’ | Marcatori | 64’, 76’ Baffi 74’ Ceccotti |

| Arbitro: | Giola (Pisa) |

|                    |           |                             |
| Sartore 31’ (rig.) | Marcatori | 20’ Galtarossa 33’ Simonato |

| Arbitro: | Barbaresco (Cormons) |

|                                        |           |                              |
| Barichella 2’, 4’, 59’ Bianco 17’, 49’ | Marcatori | 22’ (rig.) Sartore 73’ Baffi |

### Girone di ritorno
| Arbitro: | Cimma (Biella) |

|  |           |                       |
|  | Marcatori | 54’ Sartore 60’ Baffi |

| Arbitro: | Rodomonte (Teramo) |

|              |           |             |
| Ceccotti 90’ | Marcatori | 45’ Zamboni |

| Arbitro: | Trinchieri (Reggio Emilia) |

|                                          |           |           |
| Sala 6’ Ferrero 61’ (rig.) Vivarelli 72’ | Marcatori | 44’ Baffi |

| Arbitro: | Branzoni (Pavia) |

|                                |           |          |
| Ceccotti 8’ Sartore 12’ (rig.) | Marcatori | 46’ Tomy |

| Arbitro: | Trilli (Matera) |

|             |           |                    |
| Ridolfi 51’ | Marcatori | 29’ (rig.) Sartore |

| Arbitro: | Bosso (Asti) |

|                                 |           |  |
| Ceccotti 17’ Sartore 66’ (rig.) | Marcatori |  |

| Arbitro: | Bravi (Roma) |

|  |           |                            |
|  | Marcatori | 37’ Blondelli 85’ Ceccotti |

| Busto Arsizio 19 marzo 1967 25ª giornata | Pro Patria     | 0 – 0 | Biellese | Stadio Comunale\| Arbitro: \| Calì (Palermo) \| |
| Arbitro:                                 | Calì (Palermo) |       |          |                                                 |

| Arbitro: | Messinese (Taranto) |

|           |           |             |
| Fogar 10’ | Marcatori | 89’ Sartore |

| Arbitro: | Cattivello (Udine) |

|              |           |              |
| Lombardi 79’ | Marcatori | 16’ Musiello |

| Arbitro: | Palumbo (Genova) |

|            |           |  |
| Onesti 81’ | Marcatori |  |

| Arbitro: | Aloisi (Teramo) |

|          |           |            |
| Baffi 2’ | Marcatori | 43’ Mognon |

| Arbitro: | Levrero (Genova) |

|             |           |                   |
| Sartore 70’ | Marcatori | 50’ (rig.) Crespi |

| Udine 7 maggio 1967 31ª giornata | Udinese                   | 0 – 0 | Pro Patria | Stadio Moretti\| Arbitro: \| Sabattini (Finale Emilia) \| |
| Arbitro:                         | Sabattini (Finale Emilia) |       |            |                                                           |

| Arbitro: | Gallego (Treviso) |

|                                               |           |             |
| Blondelli 16’ Lombardi 18’ Sartore 68’ (rig.) | Marcatori | 53’ Pantani |

| Arbitro: | Bova (Genova) |

|                            |           |  |
| Bellina 42’ Galtarossa 54’ | Marcatori |  |

| Arbitro: | Scolari (Verona) |

|                                                            |           |          |
| Sartore 18’ (rig.) Baffi 65’, 88’ Blondelli 67’ Moroni 69’ | Marcatori | 87’ Gini |